# Teodor Vișan
Teodor Vișan (n. 31 ianuarie 1943, Galați) este un pictor, grafician și ilustrator de carte român, recunoscut pe plan național și internațional.
Biografie
• Absolvent Liceul Mihail Kogălniceanu, Galați
• Absolvent al Facultății de Arte - Universitatea " Dunărea de Jos ", Galați
• Membru al Uniunii Artiștilor Plastici din România din 1991
A început sa expună din 1967. Are peste 50 de expoziții personale naționale și internaționale (Anglia, Belgia, Franța, Cehia, etc. ). A participat la tabere și simpozioane naționale și internaționale de artă, iar lucrările sale se afla în muzee, instituții de interes național, colecții particulare din România și din străinătate (Franța, Belgia, Elveția, Anglia, S.U.A, Rusia, Slovacia, Șerbia, Ungaria, Canada, Israel)

Premii
- 1987 - PREMIUL I la Festivalul de Artă de la Moscova
- 2008 - premiul revistei de cultură "Porto-Franco"
- 2010 - Personalitatea Culturală a Anului ales de ziarul "Realitatea" și "Realitatea din diasporă"
- 2011 - Premiul pentru artă al Municipiului Galați

BIBLIOGRAFIE
Alexandru Cebuc, Vasile Florea, Negoiță Lăptoiu "ENCICLOPEDIA ARTIȘTILOR ROMÂNI CONTEMPORANI" Vol. I Edit ARC 2000 București, 1996
"Album de Artă TEODOR VIȘAN "text Marin Mihalche Edit. Europrint Galați 1999
Valentin Ciucă "EXERCIȚII DE FIDELITATE" edit ART XXI Iași 2007
Corneliu Stoica "INTERFERENȚE" Edit. Sinteze 2009
Ciuca Valentin “UN SECOL DE ARTE FRUMOASE IN Moldova, vol II , edit Art  XXI, Iasi , 2009
Corneliu Stoica "ACORDURI CROMATICE LA DUNĂRE"edit. Simeze 2010
Album de Artă "TEODOR VIȘAN" text Valentin Ciucă și Corneliu Stoica edit. Axis Libri Galați 2012
Album de Artă "TEODOR VIȘAN" text Corneliu Stoica, edit. Axis Libri Galați 2023

Referințe Critice
Virgil Mocanu, criticul și cronicarul plastic al revistei "România literară" îl definește că " un interesant și rafinat colorist, pasionat până la obsesie de peisaj, specie pe care o abordează în ipostaze citadine cu intenția restituirii nostalgice și în cele naturale, caz în care mizează mai mult pe libertatea picturalității autonome (" România literară ", anul xx, nr 32, 10 august 1989).
Cristina Maria Angelescu critic și cronicar de artă: " Pictorul are o deosebită sensibilitate pentru compozițiile cu multe personaje, cu planuri care se întrepătrund și își răspund în dialogul în spațiu, găsindu-le echilibrul și bună armonie cromatică" (revista literară " Săptămână", 1989).
Marin Mihalache, scriitor si critic de arta afirmă că "pictorul își dezvăluie, fără ezitare, darurile de colorist. Triumfătoarea florilor vigoare, mustind de preaplinul sevelor ce caută lumina solară, dobândește o vibrantă decorativitate, prin combinația dintre grafism și pictural. Nu sunt modelate volumetric, ci într-o fluiditate bidimensională, cu transparențe și moliciuni, amintind tehnică acuarelei".
J. Gauthier în " Le Dauphine libere", nr 17018- 4 august 1999: "Pictorul este un artist sensibil, care a reacționat cu spontaneitate în fața imaginilor pornirii Mistralului în valea Rhonului, îmbinând lirismul cu melancolia, într-o scriitură gravă și rafinată. Un om fericit să trăiască și sa restituie atmosfera locurilor fără ca barierele limbajului să-i încorseteze comprehensivitatea sau capacitatea de implicare emoțională "
Corneliu Stoica, critic si istoric de arta,  despre portretele pictorului Teodor Vișan: "are darul special de care vorbea Matisse de a face portretul să semene cu modelul, are acea forță de a pătrunde în psihologia personajelor".
Corneliu Antim, sculptor si cronicar de arta, în 1992: " Artistul nu este promotorul originalității cu orice preț, dar prin ceea ce face ambiționează să pătrundă convingător în conștiință privitorului"

Expoziții personale - selecție
1983 - Salonul Bienal de Grafică, Sala Dalles, București
1987- Festivalul Internațional de Artă de la Moscova
1989 - Galeriile de Artă ale Municipiului București
1991 Galeriile de Artă "Nicolae Mantu", Galați
1991 Galeria arta Hastings, Anglia
1992 Salonul internațional de Gravură "Man and Woman, Havirov, Cehia
1993 Galerie arta Le Mount Falize Huy, Belgia
1996 Salonul Republican de grafică, Galeriile Teatrului Național, București
1999 Expoziție personală Castelul Montreal- Largentier, Franța
2003 Muzeul de artă vizuală, Galați
2005 Galeria de artă "Cupolă", Iași
2009 Muzeul de artă Târgoviște
2013 Muzeul Țării Făgărașului
2014 Galeria de artă, Brăila
2018 Galerie de artă "Vollard", Craiova
2022 Muzeul Istoriei, Culturii și Spiritualității Creștine de la Dunărea de Jos, Galați